# Colina (Falcón)
Colina is een gemeente in de Venezolaanse staat Falcón. De gemeente telt 48.400 inwoners. De hoofdplaats is La Vela de Coro.